# Martin Jiránek
Martin Jiranek (ur. 25 maja 1979 w Pradze) – czeski piłkarz, występujący na pozycji obrońcy.
Karierę zaczynał w roku 1995 w barwach Bohemians 1905. Zawodnikiem tego klubu był przez 4 lata (w roku 1998 został wypożyczony do Tatrana Postrona i w 55 spotkaniach strzelił 4 bramki. W roku 1999 został zawodnikiem Slovana Liberec. W Libercu grał tylko przez 2 lata (zagrał w 22 meczach i nie zdobył żadnej bramki), ponieważ zainteresowała się nim Reggina Calcio i tym samym w roku 2001 rozpoczynał karierę na boiskach Serie A. Gra w Regginie była dla Jiranka najlepszym okresem w jego karierze. Występował tam przez 3 lata i rozegrał równe 100 spotkań, w których do siatki rywala trafił 3 razy. Od 2004 roku do 2010 roku grał w Spartaku Moskwa. W sezonie 2010/2011 był zawodnikiem Birmingham City, a latem 2011 przeszedł do Tereku Grozny. W 2013 roku został zawodnikiem Tomu Tomsk. W 2016 trafił do 1. FK Příbram, a w 2017 do Dukli Praga.
W Reprezentacji Czech grał w latach 2002–2007 i wystąpił w niej 31 razy. Był ze swoją reprezentacją na Mistrzostwach Świata 2006 oraz na Mistrzostwach Europy w 2004 w Portugalii.